# Clara Asscher-Pinkhof
Clara Asscher-Pinkhof (Amsterdam, 25 oktober 1896 – Haifa, 25 november 1984) was een Nederlands-Israëlische auteur. Zij publiceerde vanaf de jaren 1930 kinder- en jeugdboeken, en enkele romans voor volwassenen. Vanaf 1948 woonde ze permanent in Israel en schreef ook kinderboeken in het Hebreeuws.  
Ze was in Nederland tijdens haar leven een veelgelezen schrijver. Een groot deel van haar werk is in de vergetelheid geraakt, maar de verhalenbundel Sterrekinderen en haar autobiografie Danseres zonder benen worden nog steeds gelezen.

## Jeugd, opleiding en werk
Clara Pinkhof werd geboren in Amsterdam in een orthodox-joods gezin. Haar vader was de huisarts Herman Pinkhof, de oorspronkelijke samensteller van Pinkhof Geneeskundig Woordenboek, en haar moeder de pianolerares Adèle Pinkhof-de Beer. Zij was het vierde kind van acht; de kunstenaar Leonard Pinkhof was haar jongere broer.
Al tijdens haar jeugd schreef zij gedichten en verhalen die ook gepubliceerd werden in tijdschriften voor kinderen. Na de ULO volgde ze de kweekschool in Amsterdam. In 1915 werkte ze een jaar als onderwijzeres in Deil in de Betuwe. Daarna keerde ze terug naar Amsterdam waar ze betrokken raakte bij een zionistische jeugdvereniging. Ze leerde de jonge rabbijn Abraham Asscher kennen, met wie ze zich verloofde. Samen met Asscher ontwikkelde Pinkhof in de Joodse wijk in Amsterdam activiteiten voor kinderen; ze werd daarbij geïnspireerd door de pedagogische ideeën van Jan Ligthart. Ze paste Ligtharts ideeën over een waardevrije opvoedmethode ook toe in het joodse godsdienstonderwijs.
Pinkhoff en haar verloofde Asscher meenden dat Joodse tradities verloren dreigden te gaan door assimilatie. Zij begon versjes en verhalen te maken om kinderen met die tradities te laten kennismaken. In 1918 kwam haar eerste boek uit, een verzameling Joodse kinderliedjes. In 1919 publiceerde ze Van twee Joodsche vragertjes, een lesboekje voor het joodse godsdienstonderwijs dat lang in gebruik is geweest.

## Huwelijk
Asscher en Pinkhof trouwden op 3 april 1919. Ze verhuisden naar Groningen, waar Asscher benoemd was tot opperrabijn. Ze kregen zes kinderen: de tweeling Elie en Menachem (1920), Jitschak (1921), Meier (1922), Roza (1923) en Fieke (1926). In 1925 werd haar man ziek. Hij overleed een jaar later tijdens een medische behandeling in Lugano, kort na de geboorte van hun jongste dochter Fieke. Asscher-Pinkhof was op dat moment 29 jaar oud en had als alleenstaande ouder de zorg voor zes kinderen van nul tot zes jaar. Haar familie drong er op aan dat ze naar Amsterdam zou komen, maar ze bleef in Groningen wonen omdat ze de kinderen alleen wilde opvoeden. Ze vreesde ook dat het medelijden van ooms en tantes haar kinderen zou schaden.

## Schrijverschap
Als rabbijnsweduwe kreeg Asscher-Pinkhof een beperkt pensioen. Ze vulde het gezinsinkomen aan door het geven van cursussen en lezingen over opvoeding en jeugdliteratuur, en het publiceren van kinderverhalen, liedjes en boeken. Voor De Joodsche Jeugdkrant schreef ze een feuilleton over het meisje ‘Rozijntje’, dat ook in boekvorm is uitgegeven. Ze haalde een onderwijsbevoegdheid Engels en vertaalde enkele (kinder)boeken uit die taal.

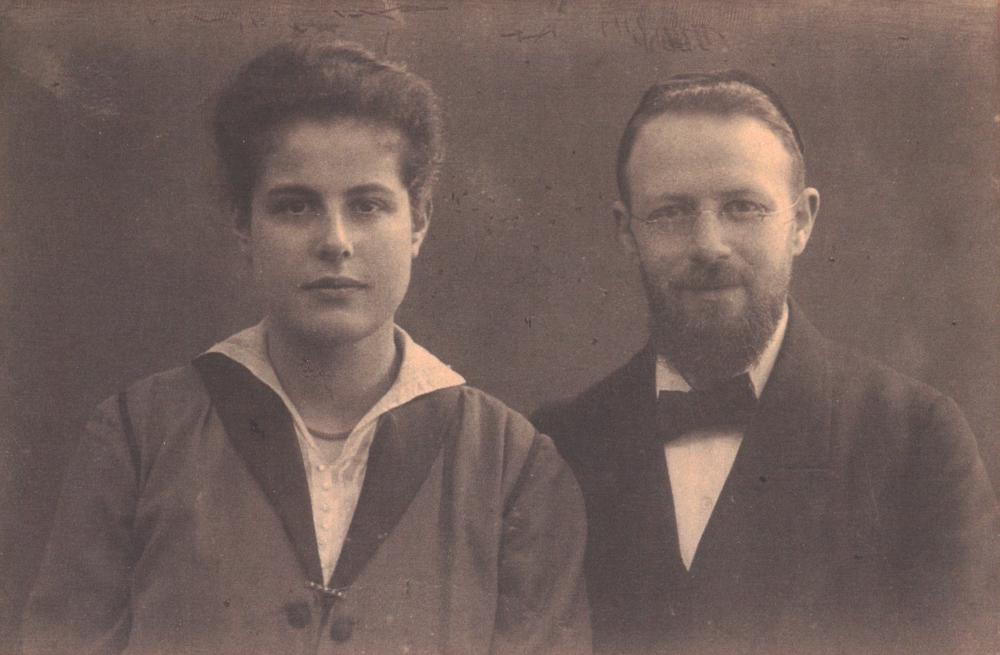
Clara Pinkhof en haar verloofde Abraham Asscher, 1918

In 1935 publiceerde ze haar eerste roman voor volwassenen: De weg alleen. Het boek werd enthousiast ontvangen en algemeen gezien als een sleutelroman over het leven van Asscher-Pinkhof zelf. Dit heeft ze altijd ontkend.
Over haar werk als auteur schreef ze in haar autobiografie Danseres zonder benen (1966): Met mijn boeken was ik altijd één stap voor bij de leeftijd van de kinderen: toen ze baby's waren schreef ik kleuterboekjes, toen ze kleuters waren schreef ik voor de schoolleeftijd, toen ze schoolgingen, schreef ik mijn meisjesboeken – en toen ze in de tienerleeftijd waren, begonnen mijn romans.
In 1939 emigreerde haar toen zestien jaar oude dochter Roza naar het Mandaatgebied Palestina om daar te worden opgeleid tot verpleegster.

## Duitse Bezetting
Na de Duitse bezetting van Nederland in mei 1940 bleef Asscher-Pinkhof in eerste instantie in Groningen wonen. Eind 1941 keerde ze met haar jongste dochter Fieke terug naar Amsterdam. Haar oudste zoons Elie en Menachem studeerden daar al; haar jongere zoons Meier en Jitschak bleven in Groningen. Ze kreeg een baan als lerares aan de Industrieschool voor Joodse meisjes. Ze publiceerde een tijd artikelen voor Het Joodsche Weekblad, waar ze drie rubrieken verzorgde: voor de rijpere jeugd, voor de jeugd en voor kinderen.
In Het Joodsche Weekblad schreef Asscher-Pinkhof samen met haar dochter Fieke tussen 14 november 1941 en 21 mei 1942 een vervolgverhaal in stripvorm ‘De rare belevenissen van professor Stap-door-den-tijd’. Omdat er in de tekst toespelingen stonden op de oorlogssituatie, werd de strip gestaakt.
Haar zoons Elie en Menachem waren inmiddels getrouwd omdat ze hoopten dat dit hen voor deportatie door de Duitse bezetter zou behoeden. Dat bleek niet het geval: Menachem en zijn vrouw Tamar werden op transport gesteld. Elie overleefde de oorlog in een krijgsgevangenenkamp voor Nederlandse onderofficieren in Duitsland. Zijn vrouw dook onder en ook Asscher-Pinkhofs jongere kinderen Jitschak, Meier en Fieke vonden onderduikadressen. Zelf bleef ze echter "bovensgronds" en hielp in haar schoolvakanties met de opvang van de Joden die in de Hollandsche Schouwburg werden verzameld voordat ze op transport gesteld werden naar de concentratiekampen.
In deze periode begon ze te schrijven aan Sterrekinderen, korte verhalen over de oorlog gezien door de ogen van Joodse kinderen.

## Deportatie en uitwisseling
Op 26 mei 1943 werd Asscher-Pinkhof opgepakt en naar het doorgangskamp Westerbork gebracht, waar haar ouders al waren. Ze had via haar dochter Roza, die in Palestina werkte, een Rode Kruis-certificaat weten te krijgen. Dit bood een kans om uitgewisseld te worden tegen Duitse gevangenen in Palestina. In Westerbork nam ze de zorg op zich voor het vierjarige meisje Mindel, dat in het kamp was gekomen na de ontruiming van het Joodse weeshuis Machseh Lajesoumim in Leiden. Haar ouders waren al in Palestina. Zij wist de Duitse autoriteiten te overtuigen om Mindel op haar eigen Rode Kruis-certificaat bij te schrijven.  

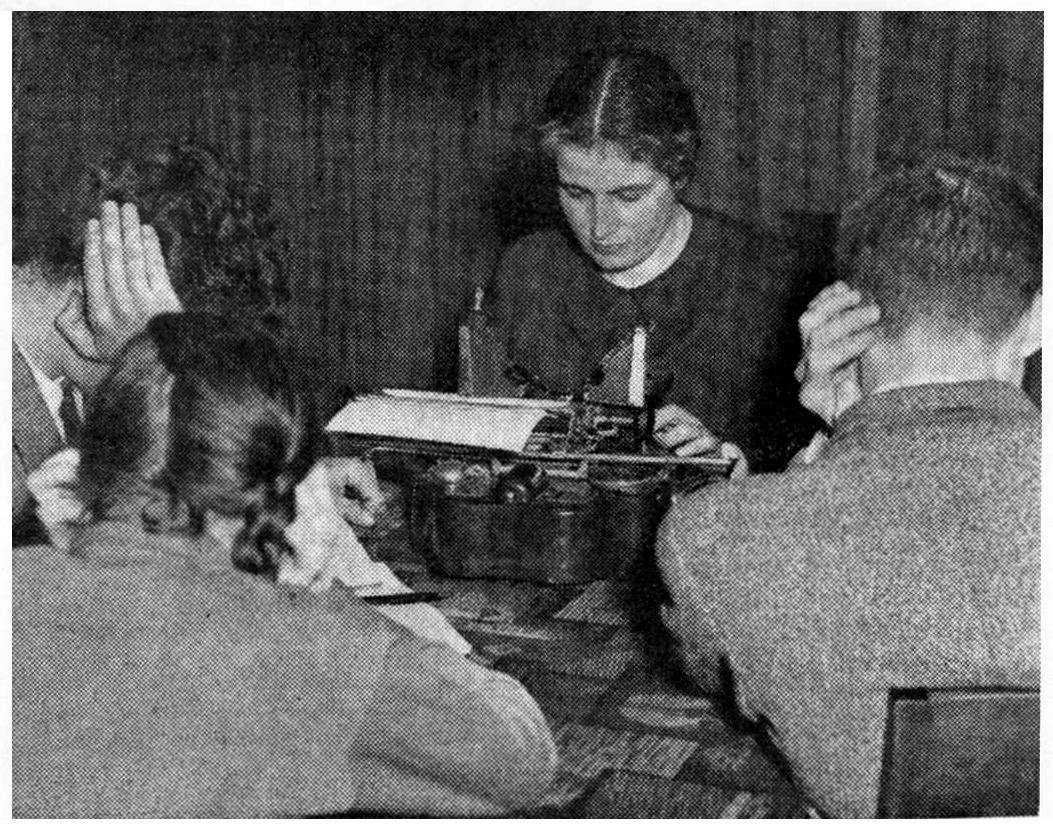
In volle huiskamer aan het werk, 1936

Asscher-Pinkhof werd op 11 januari 1944 samen met haar moeder – haar vader was in Westerbork overleden –  en Mindel naar ‘uitwisselingskamp’ Bergen-Belsen overgebracht. Daar werkte ze in de wezenbarak. Op 30 juni 1944 vertrokken ze uit Bergen-Belsen en bereikten Palestina na een lange treinreis via Duitsland, Oostenrijk, Bulgarije, Turkije en Syrië. In Palestina werd ze herenigd met haar dochter Roza en met enkele andere familieleden. Zij kon daar Mindel overdragen aan haar ouders.
Na de oorlog bleek dat haar zoons Menachem en Jitschak de Holocaust niet hadden overleefd. Ook haar vijf broers waren omgekomen. Haar jongste dochter Fieke, en haar zoons Elie en Meier en hun gezinnen, voegden zich bij hun moeder en hun zuster Roza in Palestina.

## In Israël
In Palestina pakte Asscher-Pinkhof haar werk als schrijver weer op. Zij voltooide het boek Sterrekinderen dat in 1946 in Nederland werd gepubliceerd. Daarnaast schreef ze  in het Engels artikelen en sfeerschetsen voor kranten en tijdschriften, die door Fieke werden geïllustreerd. In 1947 keerde ze terug naar Nederland om de mensen te bedanken die haar ondergedoken kinderen en familie hadden geholpen. De reis wist ze te betalen door het geven van lezingen in Nederland.
In 1948 vestigde ze zich definitief in de net opgerichte staat Israël en begon kinderverhalen te schrijven in het Hebreeuws. Omdat ze vond dat haar kennis van de taal onvoldoende was volgde ze een taalcursus en deed daarna een opleiding tot leraar Hebreeuws. In 1966 kwam haar autobiografie uit onder de titel "Danseres zonder Benen".
Asscher-Pinkhof hertrouwde in 1958 met Asher (Anshel) Czaczkes, een broer van de Israëlische schrijver en Nobelprijswinnaar S.Y. Agnon. Na het overlijden van haar tweede man in 1967 verhuisde ze naar het bejaardentehuis Beth Joles in Haifa, voor mensen van Nederlandse en Duitse afkomst. Zij bleef tot op hoge leeftijd actief als auteur en gaf ook nog steeds Hebreeuwse les. In november 1984 overleed ze op 88-jarige leeftijd.

## Waardering en nagedachtenis
Asscher-Pinkhof was tijdens haar leven een veelgelezen auteur. Haar werk, zowel voor kinderen als voor volwassenen, werd meestal positief ontvangen. Een groot deel van haar oeuvre is in Nederland in de vergetelheid geraakt; met name de vroege kinderverhalen waren al snel gedateerd. Haar autobiografie Danseres zonder benen en de verhalenbundel Sterrekinderen zijn wel bekend gebleven en worden ook in de jaren 2020 nog steeds gelezen. Sterrekinderen kreeg in Nederland na publicatie in 1946 in eerste instantie niet veel aandacht. In 1962 kreeg de Duitse vertaling de Deutsche Jugendbuchpreis, waarop het boek ook in Nederland waardering kreeg en er herdrukken volgden. Asscher-Pinkhof had Sterrekinderen overigens zelf bedoeld als een boek voor volwassenen.
Asscher-Pinkhof noemde zichzelf geen grote lezer: ze had naar eigen zeggen genoeg aan de verhalen in haar hoofd.

## Wetenswaardigheden
Asscher-Pinkhof was de tante van de verzetsstrijder Menachem Pinkhof. 

### Voor volwassenen
- De weg alleen (1935)
- Voor een schuit met violen (1936)
- Graddus (1938)
- Roep deze Shoenammietische (1938)
- Sterrekinderen (1946)
- De koopbrief (1952)
- Danseres zonder benen (1966)
- Grijze gesprekken (1972)
- Binnen zonder kloppen (1974)

### Voor kinderen
- Joodsche Kinderliedjes.(1918) - gepubliceerd onder de naam Clara Pinkhof
- Van twee Joodsche Vragertjes (1919)
- Klompevoetjes (192?)
- Het eerste tandje. Met illustraties van Netty Heyligers (1924)
- Een dappere jongen. Met illustraties van Netty Heyligers (1924)
- Wij zijn er zóó blij mee! Met illustraties van Netty Heyligers (1924)
- Door's groeitijd; in de vakantie. Met illustraties van Freddie Langeler (1929)
- Drie musjes. Met illustraties van Netty Heyligers (1930)
- Het nieuwe broertje. Met illustraties van Netty Heyligers (1930)
- Zet wijd je ooren open: om stil te luisteren. Met illustraties van Miep de Feijter (1930)
- Knus in een hoekje: om stil te luisteren. Met illustraties van Miep de Feijter (1930)
- Hoor eens even: om stil te luisteren (1930)
- Toen moeder klein was. Met illustraties van Netty Heyligers (1930)
- Rozijntje. Met illustraties van Sal. Asscher (1931)
- Aan wal. Met illustraties van L.E. van Bergen (1932)
- Tante Griet. Met illustraties van Is. van Mens. (1934)
- Rozijntje van huis (1935)
- Tirtsa. Met illustraties van Rie Kooyman (1952)

### Vertalingen
Alle van boeken door de Amerikaanse kinderboekenschrijver en -illustrator Eleanor Frances Lattimore (1904-1986)
- Kleine Sjang en zijn vriendjes (1936)
- Junior, het negerjongetje (1939)
- Kleine Sjang (1950)
- Kleine Sjang en de konijntjes (1957)
- De reis van Ching Lai (1959)
- Kimi (1959)

- Bibliothèque nationale de France: cb14548188v (data)
- Biografisch Portaal: 79228686
- CiNii: DA10806848
- Digitale Bibliotheek voor de Nederlandse Letteren: assc007
- Gemeinsame Normdatei: 120430991
- International Standard Name Identifier: 0000 0003 5422 2832
- Library of Congress Control Number: n85372260
- Bibliotheek van het Japanse parlement: 00685614
- Nationale Bibliotheek van Tsjechië: xx0319188
- Nationale Bibliotheek van Israël: 987007257932705171
- Nederlandse Thesaurus van Auteursnamen: 068498543
- LIBRIS: 175515
- Système universitaire de documentation: 133066185
- Trove: 1085352
- Virtual International Authority File: 27305178
- WorldCat: E39PBJjhB8FfdVv34kFQhJyWXd